# Protestas en Zhejiang de 2005
Las protestas en Zhejiang de 2005 comenzaron como oposición a la contaminación del Parque Industrial Químico de Zhuxi (竹溪 工业 园), que había estado afectando las aldeas de la zona desde su construcción en 2001. Después de que los líderes del condado de Dongyang intervinieron enviando funcionarios y policías para dispersar a los manifestantes en lo que se conoce como el "Incidente del 10 de abril", la protesta se desarrolló para oponerse también a la represión del gobierno local.
La protesta se caracterizó por sus participantes, en su mayoría ancianos residentes del pueblo huaxi (花溪), por las tácticas teatrales empleadas por los manifestantes y por su éxito en el cierre de 11 de las 13 fábricas en el parque químico.

## Antecedentes

### Protesta en octubre de 2001
La construcción del parque industrial químico de Zhuxi comenzó en octubre de 2001, con la empresa Dongnong Chemical Industry Company (东 农 化工), una fábrica de pesticidas. El secretario del Partido de la aldea huaxi se opuso a esta medida, escribiendo un panfleto titulado "Un retrato de la Compañía Dongnong" y difundiéndolo entre los aldeanos para informarles de los peligros de la contaminación de Dongnong para la salud y el medio ambiente. Los aldeanos tomaron nota de los efectos dañinos de la contaminación de la fábrica en la aldea de Luzhai y, además, se preocuparon por los efectos de la contaminación en sus familias y linajes. En respuesta, preguntaron a los funcionarios locales si Dongnong producía desechos tóxicos, lo que los funcionarios respondieron diciendo que Dongnong cumplía con todos los criterios ambientales.
Insatisfechos con las respuestas oficiales, los aldeanos obligaron al secretario del Partido de la ciudad de Huashui a caminar descalzo por el complejo de la fábrica y oler los desechos de la fábrica, y algunos también destrozaron o robaron propiedades en lo que se conoció como el "Incidente del 20 de octubre". Sin embargo, esta protesta temprana no detuvo la reubicación de Dongnong en el territorio de Huaxi y Huangshan, y algunos aldeanos fueron procesados y encarcelados por alterar el orden social.

### Ampliación del Parque Químico de Zhuxi
El parque químico de Zhuxi se expandió a aproximadamente 64 hectáreas e incluyó 13 fábricas, que producían principalmente productos químicos, pesticidas, tintes y productos farmacéuticos. Muchas de estas fábricas generaron una considerable contaminación del aire y el agua; la producción de herbicidas y defoliadores, en particular, mató gran parte de la vegetación y los cultivos locales. En julio de 2003, los residentes descubrieron que todo su campo de arroz verde se había vuelto amarillo y marchito, y muchos otros aldeanos que dependían de la agricultura como su principal fuente de ingresos tenían experiencias similares. También se temía que muchos cultivos afectados por la contaminación fueran envenenados, por lo que los aldeanos de la región de la ciudad de Huashui no solo no pudieron vender sus cultivos comerciales, sino que también se vieron obligados a comprar verduras para uso personal de otras ciudades fuera del área contaminada, lo que provocó el aumento del precio de las verduras.

### Políticas gubernamentales sobre regulación de la tierra
En diciembre de 2003, el gobierno central estipuló que todas las zonas de desarrollo establecidas por funcionarios del condado o autoridades de menor rango debían cerrarse, y que las autoridades gubernamentales de nivel inferior que cumplieran y llevaran a cabo "autocontrol y autocorrección" (自查自纠) recibiría tratamientos más indulgentes. La mayoría de los gobiernos locales, incluidos los de la provincia de Zhejiang y el condado de Dongyang, cumplieron para evitar el castigo y revocaron nominalmente las licencias de los parques industriales ilegales dentro de su jurisdicción sin detener realmente la actividad de la fábrica. En abril de 2004, el gobierno provincial de Zhejiang incluyó el parque químico de Zhuxi en una lista de sitios que debían cerrarse, y en julio de 2004, el gobierno del condado de Dongyang emitió documentos en los que instruía a los habitantes de Huaxi para devolver las tierras confiscadas ilegalmente.

#### Respuesta
Los aldeanos entendieron que su protesta de 2001 por motivos de contaminación ambiental había fracasado, en parte porque no había pasado el tiempo suficiente para probar la relación definitiva entre la contaminación y las enfermedades u otros efectos sobre la salud. Como resultado, solicitaron la remoción del Parque Químico Zhuxi basándose en la violación de las regulaciones de la tierra y los derechos de propiedad, ya que el parque se había construido en tierras confiscadas ilegalmente. Este proceso incluyó el envío de representantes para presentar quejas en las oficinas gubernamentales en la provincia de Zhejiang y en Beijing, para lo cual los aldeanos recaudaron fondos durante dos años. Más tarde, los aldeanos utilizaron los documentos emitidos por los gobiernos de Zhejiang y Dongyang como prueba para su segunda ronda de protestas, y durante la acción de 2005, gran parte de las protestas iniciales se centraron en la tierra.

## Protestas

### Eventos
El 24 de marzo de 2005, los residentes de la aldea Huaxi tomaron medidas pacíficas contra el parque químico de Zhuxi e instalaron una carpa en la entrada, con la esperanza de bloquear las entregas de suministros a las fábricas. La noche siguiente, los funcionarios locales y la policía desmantelaron la carpa, pero los manifestantes inmediatamente levantaron una segunda, este proceso ocurrió tres veces. Durante los siguientes 10 días, los residentes de otros 10 pueblos cercanos se unieron a la protesta y cada pueblo levantó su propia tienda a pesar de los intentos de las autoridades de derribarlos.
El liderazgo del condado luego empleó a un equipo de 60 personas para realizar un "trabajo de pensamiento" para influir en los manifestantes para que abandonaran el campamento. Los manifestantes respondieron a tales tácticas de represión molestando a los "trabajadores del pensamiento", llamándolos traidores que actúan en contra de los intereses de las aldeas y obligando a los líderes locales a dar discursos. Durante marzo y principios de abril, los manifestantes mantuvieron tácticas de protesta moderadas, como inclinarse ante los funcionarios locales y la policía, y el lugar de la protesta se convirtió en un centro de entretenimiento que atrajo a muchos espectadores de las aldeas cercanas. A pesar de la detención de varios líderes de la protesta, el número de tiendas de campaña fuera del parque químico siguió creciendo, llegando a unas dos docenas para el 9 de abril.
Aproximadamente a las 3:00 del 10 de abril, más de 1500 funcionarios locales y personal de seguridad pública fueron enviados a desmantelar el campamento. Los manifestantes resistieron y estalló la violencia, hiriendo a más de 100 funcionarios y más de 200 aldeanos y dañando 68 vehículos gubernamentales. Un aldeano relató que varios miles de funcionarios llegaron en 60 a 70 vehículos donde llevaban cuchillos, porras y botes de gas. Los informes locales indicaron que la violencia comenzó después de que un vehículo policial presuntamente aplastó a una anciana, y que los manifestantes respondieron rompiendo ventanas, atacando a los policías que habían usado gas lacrimógeno y volcando autos y autobuses de la policía.

### Consecuencias
Los aldeanos consideraron que la represión era excesiva cuando se trataba de manifestantes ancianos, en su mayoría pacíficos. Como resultado, los manifestantes recurrieron a tácticas más agresivas como simulacros de funerales, carteles de protesta, interrogatorios a los dueños de las fábricas y allanamientos en las casas de personas consideradas traidoras a la protesta, que se convirtieron en parte de un extenso "espectáculo de protesta".
Más de 50 000 personas de más allá de los pueblos locales llegaron al parque químico después del "Incidente del 10 de abril", según relatos de los aldeanos. Muchos de estos espectadores hicieron contribuciones financieras y ofrecieron apoyo moral a los manifestantes. La presencia de tales multitudes atrajo la atención de los medios y del gobierno de alto nivel hacia Huaxi.
La presión de los aldeanos, el gobierno central y la atención generalizada de los medios de comunicación finalmente hizo que el gobierno del condado de Dongyang cerrara 11 de las fábricas en el parque, y los manifestantes finalmente desmantelaron sus tiendas de campaña el 20 de mayo. Una investigación después de la protesta reveló que la contaminación del parque había afectado alrededor de 779 hectáreas de tierra en las cercanías del parque.

## Significado

### Movilización de manifestantes ancianos
El grupo de manifestantes estaba compuesto principalmente por personas mayores, quienes fueron elegidos como manifestantes debido a su tiempo libre y responsabilidades familiares limitadas, las limitaciones legales locales para detener a personas mayores de 70 años y la desaprobación general de los representantes estatales que usan la fuerza sobre los ancianos.
Los manifestantes ancianos fueron movilizados por las Sociedades de Ciudadanos Mayores (SSC) de varias aldeas en la ciudad de Huashui. En el momento de las protestas de Huashui, las SSC de la ciudad de Huashui eran relativamente autónomas de la política local y podían participar en actividades económicas y políticas que otras organizaciones como la Liga de la Juventud Comunista y el Comité de Seguridad Pública, perteneciente al comité del partido de la aldea, no podían realizar.
Antes de la protesta de 2005, el SSC de la aldea Huaxi trabajó para recaudar fondos para los manifestantes que habían sido encarcelados después del "Incidente del 20 de octubre" en 2001 y participó activamente en peticiones al gobierno local y central sobre derechos ambientales y territoriales. Durante la protesta de 2005, el SSC alentó a los ancianos a participar en las protestas, ofreció salarios por participar, organizó la logística para los manifestantes y presionó a los miembros del SSC que no se unieron a la protesta de inmediato. Además, los SSC de Huaxi, Huangshan y Xishan brindaron asistencia crucial para reclutar participantes adicionales para la protesta de otras aldeas cercanas.

### Tácticas de protesta
Inicialmente, los manifestantes, que en su mayoría eran mujeres de edad avanzada, llevaron al lugar varios artículos para el hogar y utensilios de cocina para pasar el tiempo en las tiendas de campaña comiendo, durmiendo y socializando. Los líderes de la protesta les ordenaron que no tocaran a las personas o los automóviles que ingresaban a las fábricas, ni que ingresaran al parque químico. Como forma de protesta, la tienda de campaña también atrajo a mucha gente al lugar de la protesta, y después de solo unos días, el campamento adquirió la atmósfera de un mercado al aire libre con pequeñas multitudes y puestos de comida.
Más tarde, muchas de las tácticas empleadas por los manifestantes ancianos tuvieron éxito debido a sus conexiones con la cultura china. Mientras se inclinaban ante los miembros más jóvenes del equipo de "trabajo de pensamiento", los manifestantes ancianos vestían túnicas blancas, quemaban incienso, cantaban "Te suplicamos que nos salves" (求 求 你 么 救救 我们) y colocaban puñados de tierra con incienso sobre los funcionarios. Aunque estos simulacros de funerales comenzaron como procesos ambiguos, los manifestantes también realizaron simulacros de funerales a personas específicas, como el secretario del partido del condado que había aprobado la represión. Su "funeral", celebrado el 5 de mayo, incluyó carteles, una urna, una fotografía de él y quemas de incienso, y atrajo a más de 10 000 personas. Estos hechos se consideraron desfavorables y se percibió como un deseo de una vida más corta para los funcionarios gubernamentales y policías.
Los manifestantes también utilizaron restos de uniformes de policía, porras, cascos, escudos, cuchillos, proyectiles de gas lacrimógeno y brazaletes rojos de la violencia del 10 de abril para decorar el lugar de la protesta. Estos elementos sirvieron como evidencia para probar las historias de los manifestantes frente a informes de los medios contradictorios, y también atrajeron más espectadores y atención al sitio de la protesta, lo que agregó presión al gobierno local para que resuelva la situación.